# Curzon Ashton FC
Curzon Ashton Football Club is een Engelse voetbalclub uit Ashton-under-Lyne die speelt in de National League North. De club draagt de bijnaam "The Nash" en speelt haar thuiswedstrijden in het Tameside Stadium, dat plaats biedt aan 4.000 toeschouwers.

## Geschiedenis
Curzon Ashton Football Club werd opgericht in 1963 na een fusie tussen twee clubs, Curzon Road en Ashton Amateurs. De club bracht het grootste deel van de geschiedenis door in de lagere divisies van het Engelse voetbal en er gebeurde weinig noemenswaardig, tot 2008. In 2008 kwam de club in de media, doordat het vijf wedstrijden in de FA Cup wist te winnen, waardoor ze het hoofdtoernooi bereikten. Hierin mocht Curzon Ashton aantreden tegen de profs van Exeter City FC, dat toendertijd vier divisies hoger voetbalde. De wedstrijd werd in eigen stadion verrassend met 3-2 gewonnen. In de tweede ronde bleek Kidderminster Harriers te sterk. 
In het seizoen 2013-14 werd Curzon Ashton kampioen van de NPL Division One North en daardoor promoveerde het naar de Premier Division. Het daaropvolgende seizoen was wederom succesvol: Curzon Ashton won de play-offs om promotie en komt dientengevolge sinds het seizoen 2015/16 uit in de National League North, niveau zes van de Engelse voetbalpiramide. In 2017 bereikte Curzon Ashton weer het hoofdtoernooi van de FA Cup. Hierin werd het in de tweede ronde uitgeschakeld door AFC Wimbledon, ondanks een 3-0 voorsprong.